# ГЕС Tafjord 5
ГЕС Tafjord 5 — гідроелектростанція на півдні Норвегії за сім з половиною десятків кілометрів на південний схід від Алесунну. Знаходячись між малою ГЕС Tafjord 6 (1,8 МВт) та ГЕС Tafjord 4, входить до складу гідровузла, котрий використовує ресурс з басейнів як Норвезького моря, так і протоки Скагеррак.
Основна частина водозбірного району станції припадає на правобережжя річки Tafjordvassdraget, котра тече до Tafjorden (найбільш східна частина Norddalsfjorden, який сполучається з Норвезьким морем південніше від Алесунна). Тут створені три значні водосховища, два з яких -  Fremste Veltdalsvatnet та Heimste Veltdalsvatnet — послідовно розташовані на річці Rødalselva, правій притоці Tafjordvassdraget. Вони мають корисний об'єм 14,4 млн м3 та 15 млн м3 відповідно, при цьому у Fremste Veltdalsvatnet припустиме коливання поверхні між позначками 1174 та 1190,6 метра НРМ (виключно за рахунок здреновування нижче природного рівня), тоді як для Heimste Veltdalsvatnet діапазон коливань складає від 1158,8 до 1170 метра НРМ (в тому числі на 6,7 метра за рахунок здреновування).
Третє водосховище у сточищі Tafjordvassdraget — Fremste Vikvatnet — знаходиться на річці Rødøla, лівій притоці Rødalselva. Воно має корисний об'єм 68 млн м3, що забезпечується коливанням поверхні між позначками 1302 та 1319 метрів НРМ (в тому числі на 10,2 метра за рахунок здреновування нижче природного рівня).
Крім того, схема станції включає четвертий резервуар Grønvatnet, створений за водорозділом на річці Vulu, лівій притоці Отти, котра в свою чергу є правою притокою Ворми (впадає праворуч до Гломми, яка завершується на південному узбережжі країни в протоці Скагеррак). Це водосховище має корисний об'єм 58,6 млн м3, що забезпечується коливанням поверхні між позначками 1255 та 1272 метра НРМ (виключно за рахунок здреновування нижче природного рівня). До нього по тунелю довжиною біля 2 км надходить вода із струмка bekk fra Styggedalsvatne, правого допливу річки Tora, яка впадає ліворуч до Отти.
Накопичений у Fremste та Heimste Veltdalsvatnet ресурс дренується природним шляхом по Rødalselva до невеликого резервуару Fremste Smettevatn, в якому можливе коливання рівня між позначками 1146 та 1154 метра НРМ (в тому числі на 5,5 метра за рахунок здреновування). Звідси на захід прокладений тунель довжиною 9 км, який на своєму шляху сполучений із додатковим водозабором на  elv i Huldrekoppen, лівому допливі Rødalselva.
Вода із Fremste Vikvatnet надходить до Grønvatnet по тунелю довжиною 2,3 км, при цьому перепад висот використовується згаданою вище малою ГЕС Tafjord 6. В свою чергу із Grønvatnet на північ прямує тунель довжиною 2,6 км, котрий сполучається із східним тунелем з долини Rødalselva. Після цього починається об'єднаний дериваційний тунель довжиною 2,3 км, який переходить у напірний тунель довжиною 1,5 км та напірну шахту довжиною 0,6 км.
У підсумку ресурс потрапляє до спорудженого в підземному виконанні машинного залу, який обладнаний одінєю турбіною типу Пелтон потужністю 82,7 МВт. Вона забезпечує виробництво 418 млн кВт-год електроенергії на рік, при цьому при роботі від сховища Fremste Smettevatn напір становить 796 метрів, а при подачі ресурсу із Grønvatnet досягає 931 метра (номінальний напір станції рахується як 822 метра).
Відпрацьована вода по відвідному тунелю довжиною 0,8 км транспортується створеного на Rødalselva водосховища Zakariasvatnet.